# Hatfield House
Hatfield House is een landhuis bij de plaats Hatfield in het Verenigd Koninkrijk. Het huis werd gebouwd in opdracht van Robert Cecil en is sindsdien nog steeds in handen van deze familie.

## Geschiedenis
Het eerste landhuis dat op deze plek stond was het eigendom van de bisschop van Ely en werd in 1485 door bisschop John Morton gebouwd. In 1538 kwam het huis in handen van koning Hendrik VIII van Engeland en stuurde al zijn drie kinderen naar Hatfield om hier op te groeien. Zo verkregen Eduard VI en Elizabeth I van Engeland hier hun onderwijs. Na de troonsbestijging van Maria I van Engeland werd Elizabeth in Hatfield ook in huisarrest gehouden.
In 1607 gaf koning Jacobus I van Engeland het huis aan Robert Cecil in ruil voor Theobalds House. Nadat Cecil het huis verkreeg liet hij driekwart van het gebouw afbreken. Het overgebleven gedeelte zouden de volgende drie eeuwen functioneren als de stallen van het huis. Vervolgens liet Cecil een nieuw landhuis in Jacobijnse stijl bouwen. De hoofdarchitect van het gebouw was Robert Lemynge, maar ook Simon Basil en Inigo Jones waren betrokken bij het project.

## Tuin
De tuin van Hatfield House werd in de zeventiende eeuw ontworpen en aangelegd onder leiding John Tradescant de Oudere, Salomon de Caus en Thomas Chandler. Gedurende de geschiedenis werden de tuinen diverse malen opnieuw aangelegd, maar heeft tegenwoordig weer een "zeventiende-eeuws karakter" met terrassen en omheiningen. Het heeft onder meer een knooptuin en een kruidentuin. De oostelijke tuin heeft een groentetuin, parterres en struiken in vormsnoei.

## Filmlocatie
Hatfield House is een gewilde filmlocatie voor diverse speelfilms. Zo deed het huis dienst als Wayne Manor in de film Batman (1989) en Batman Returns (1992) en was het uitgebreid te zien in The Favourite (2018).

## Galerij

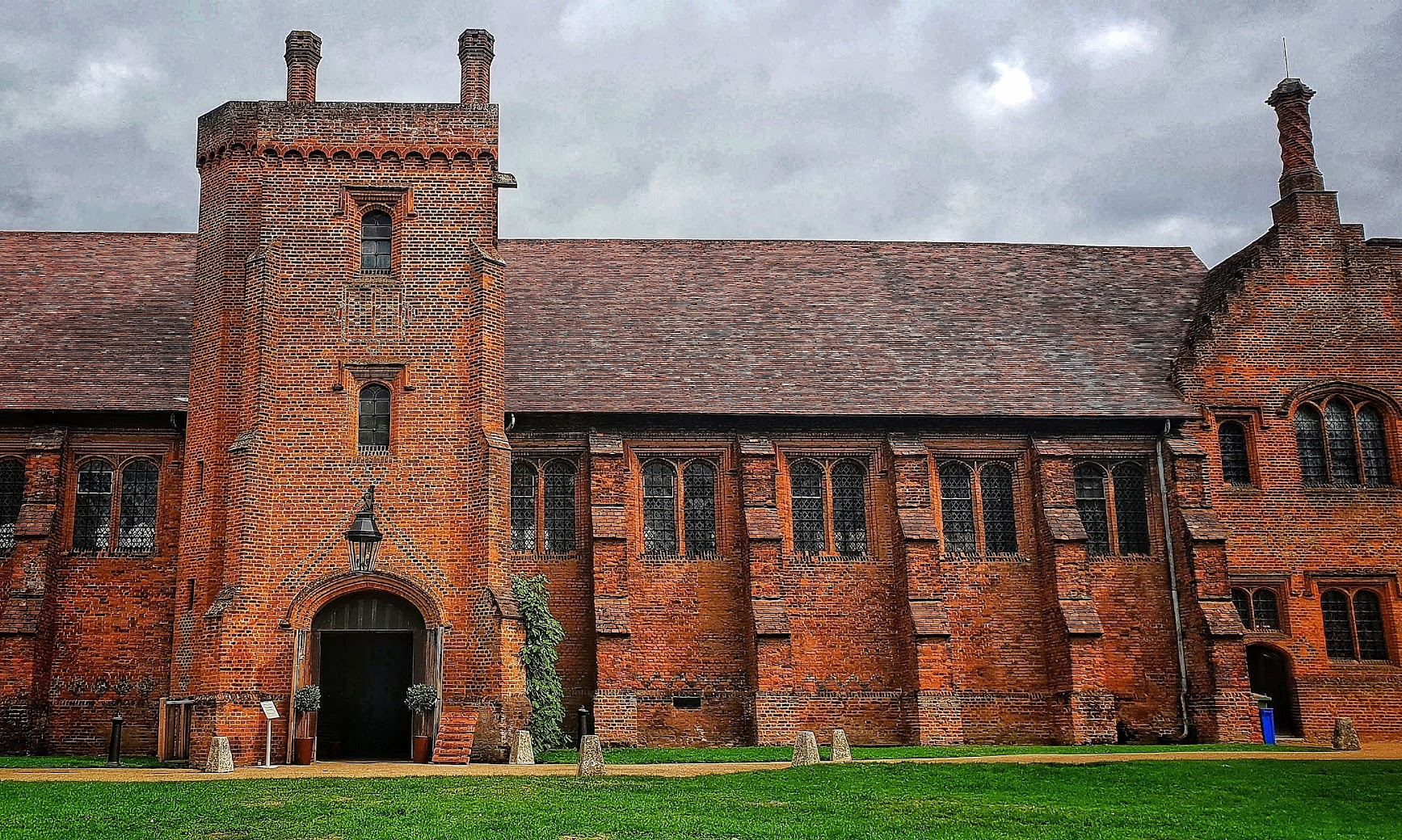
Het oude paleis in Tudorstijl
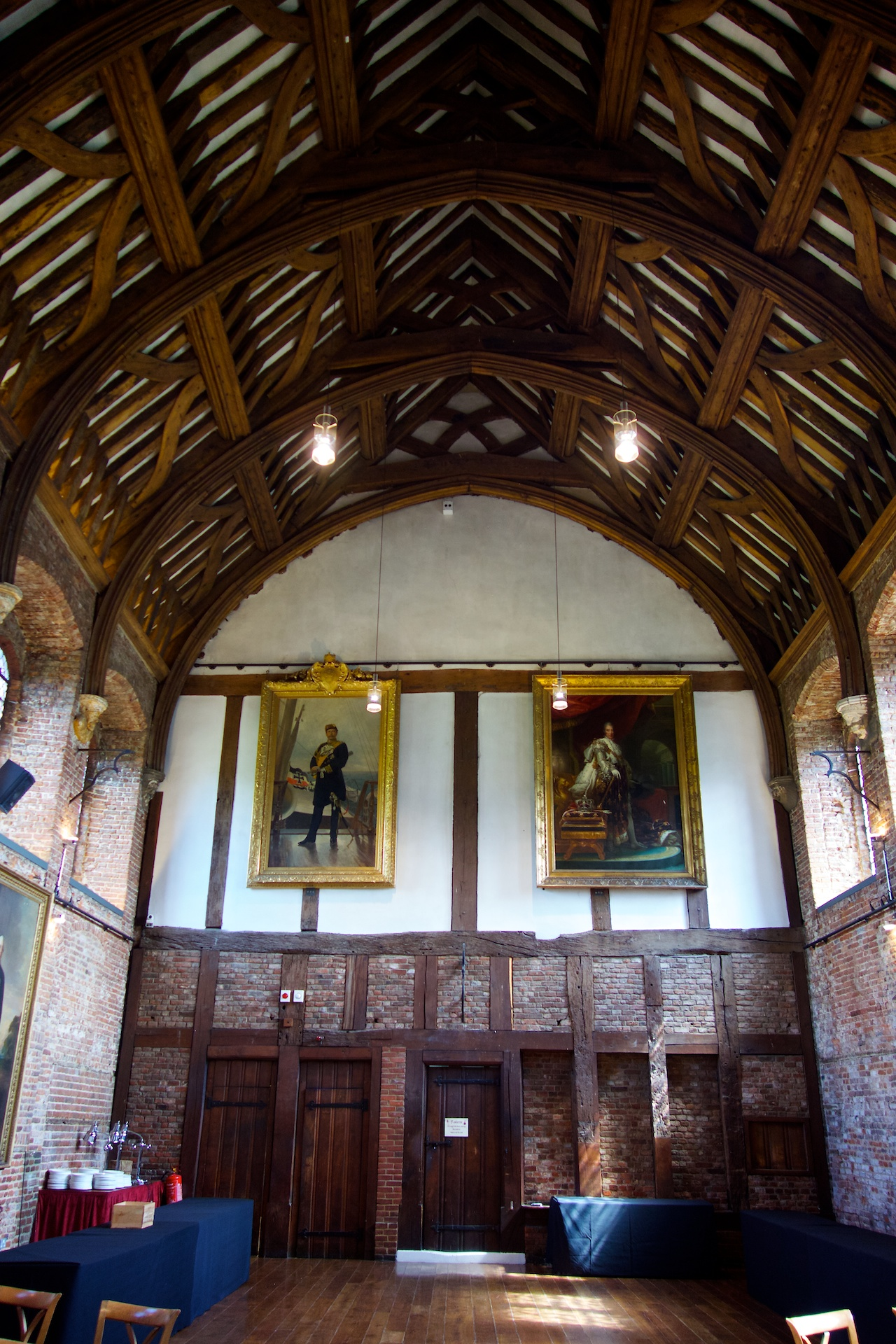
Het oude paleis aan de binnenzijde
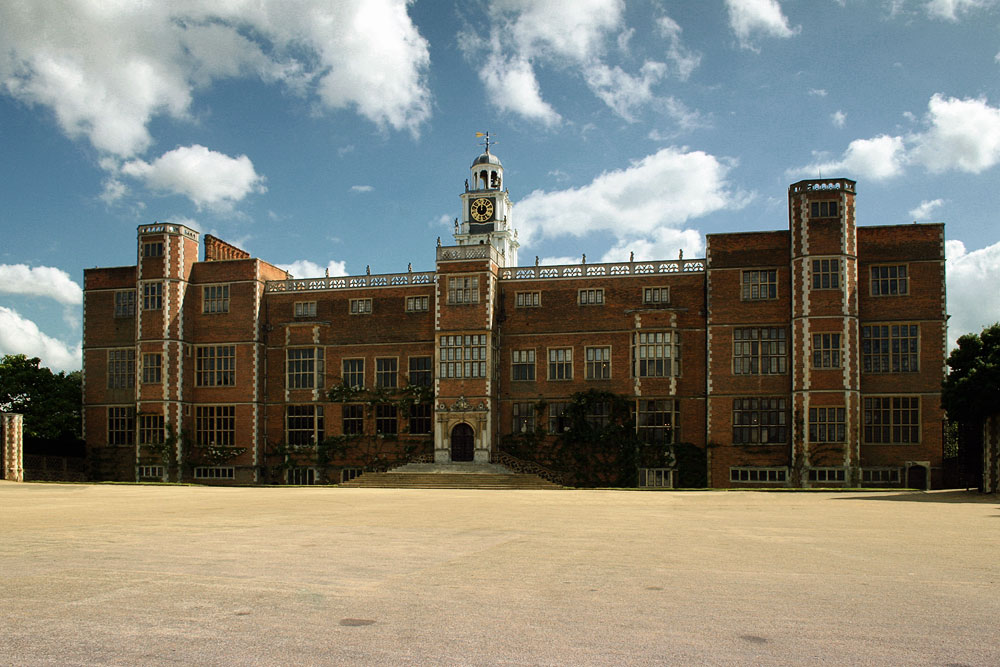
De noordelijke vleugel
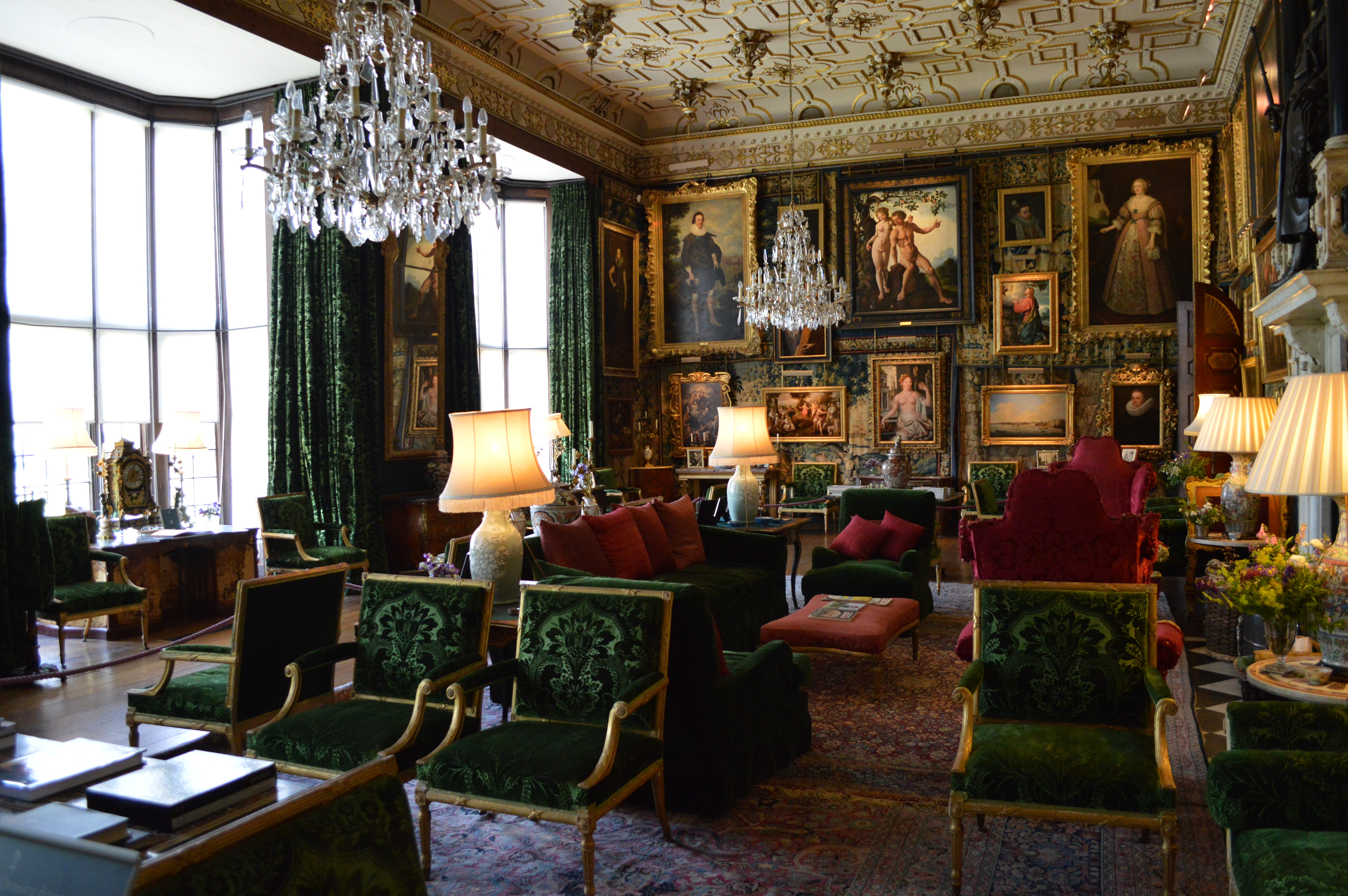
De Jacobus I-kamer
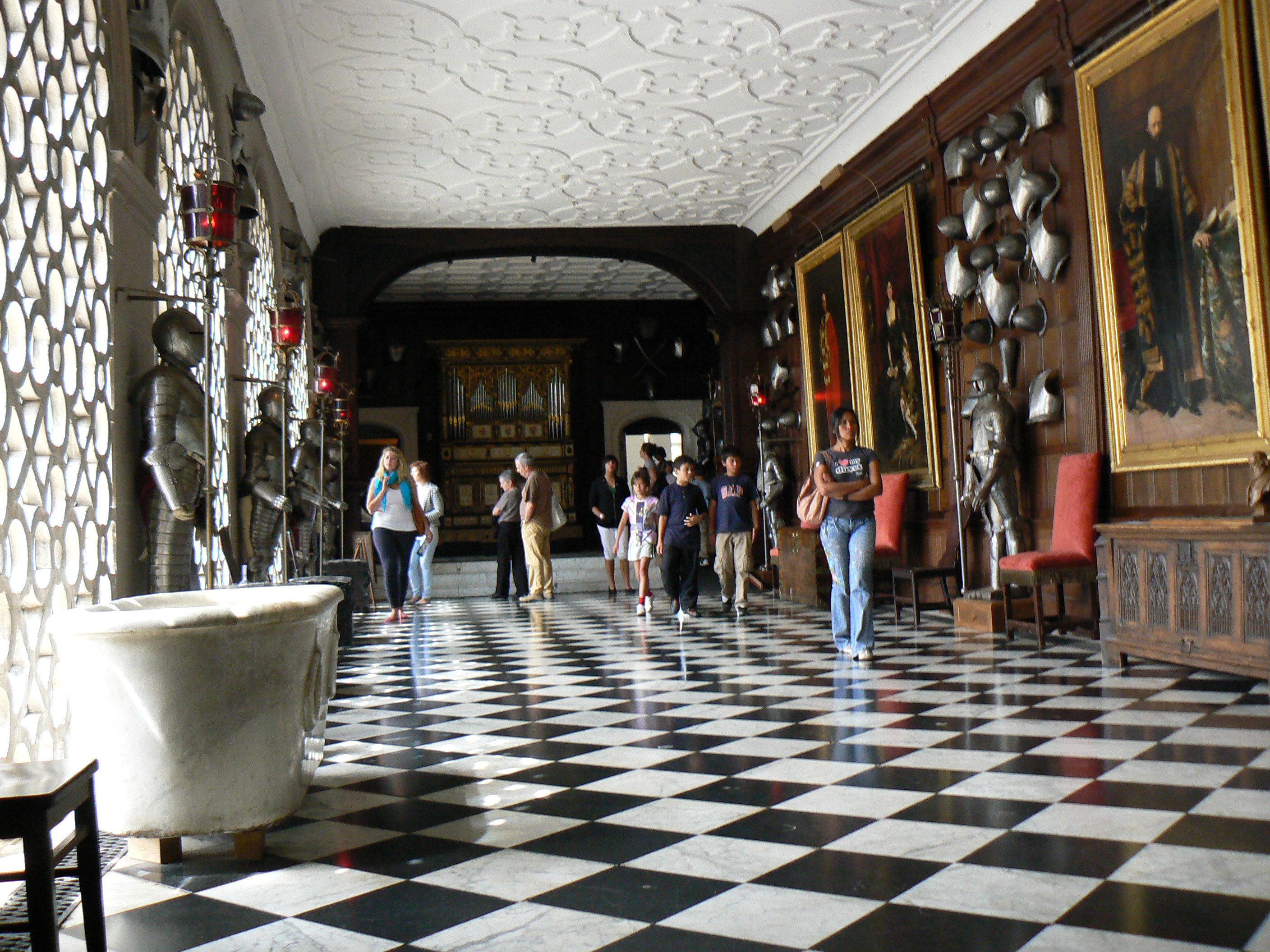
De wapenzaal
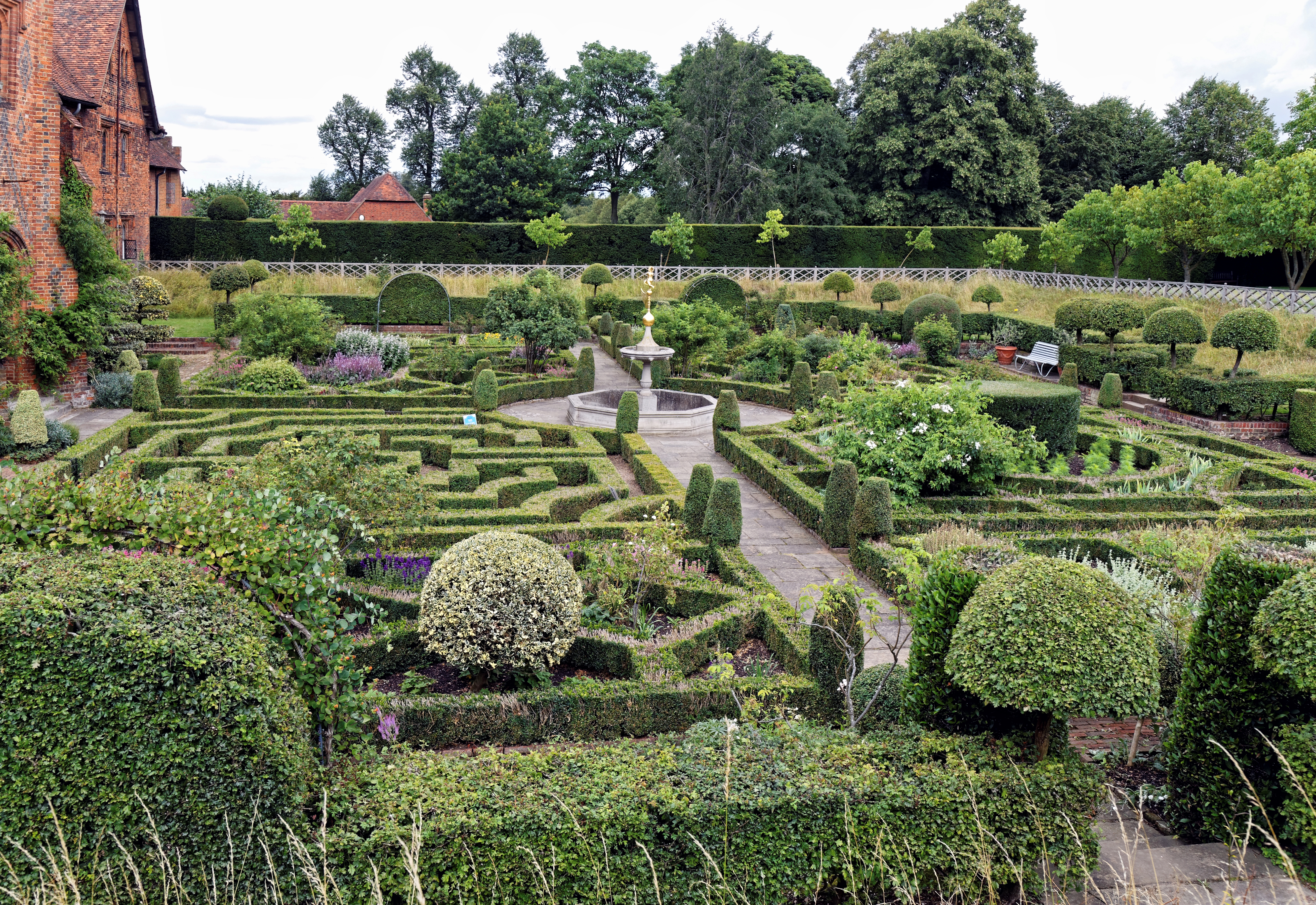
De westelijke tuin